# مایک ملکونیان
مایک ملکونیان (ارمنی: Մարգար Մելքոնյան؛ انگلیسی: Markar Melkonian؛ ) نویسنده، و مربی (دانشگاه) ارمنی‌تبار اهل ایالات متحده آمریکا است.

## زندگی‌نامه
وی در ویسالیا، کالیفرنیا به دنیا آمد و با مدرک پی‌اچ‌دی در رشته فلسفه از دانشگاه ماساچوست در امهرست فارغ‌التحصیل گشت.  مونته ملکونیان برادر وی بود. وی کتابی درباره جزئیات زندگی برادر خویش مونته و نقشش در مبارزه برای استقلال ارمنستان در دهه 1990 به رشته تحریر درآورده است.

## کتابشناسی
- My Brother's Road: An American's Fateful Journey to Armenia